# Rhodax evelinae
Rhodax evelinae is een platworm (Platyhelminthes). De worm is tweeslachtig. De soort leeft in of nabij zoet water.
Het geslacht Rhodax, waarin de platworm wordt geplaatst, wordt tot de familie Dimarcusidae gerekend. De wetenschappelijke naam van de soort werd voor het eerst geldig gepubliceerd in 1946 door Marcus.